# Rue des Négociants
La rue des Négociants est une voie située dans le 1er arrondissement de Paris, en France.

## Origine du nom

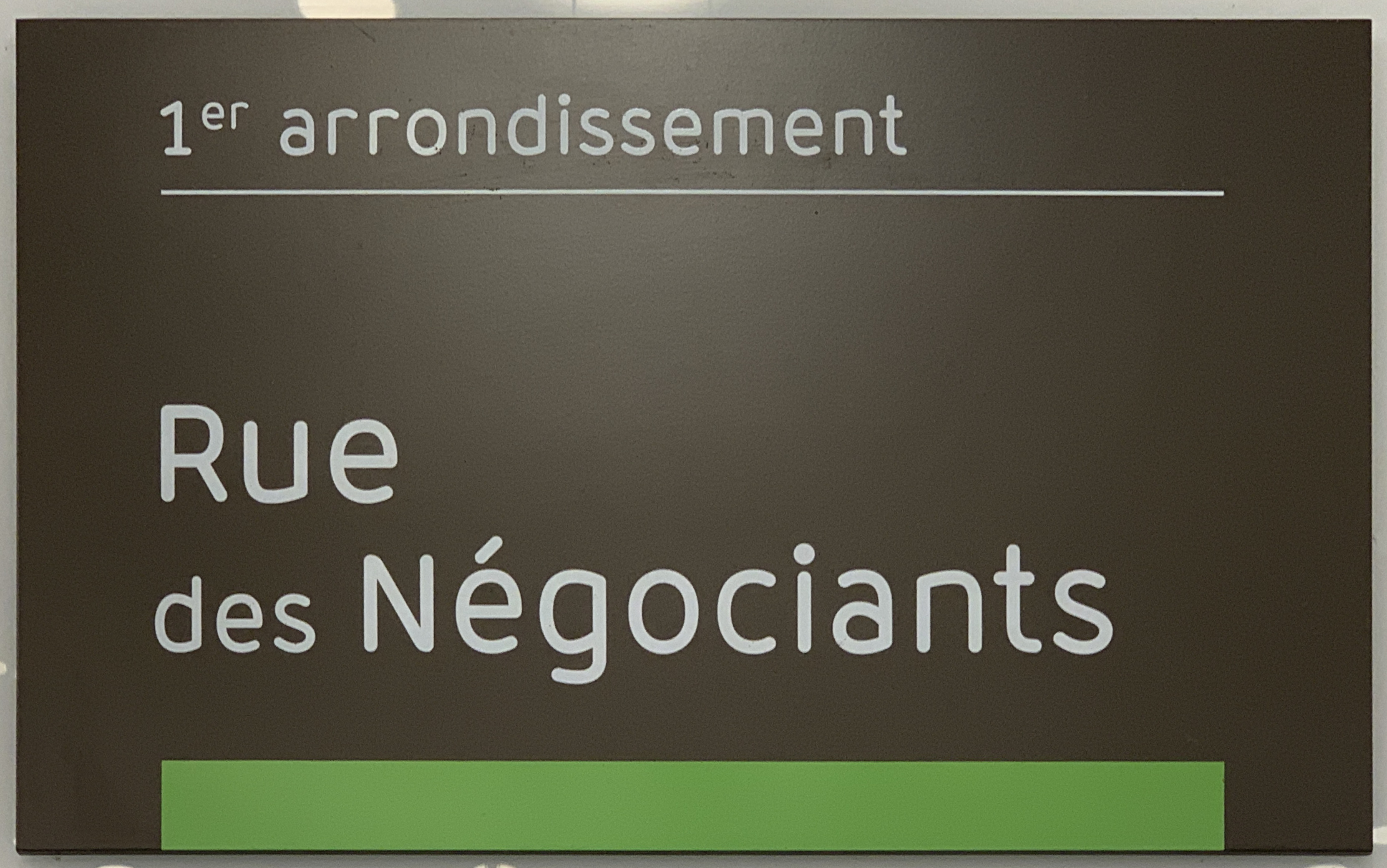
Plaque de la rue.

## Situation et accès
La rue des Négociants est située au niveau – 3 du secteur Forum Central des Halles (Forum des Halles).

## Pour approfondir